# ألون إيفانز
ألون إيفانز (بالإنجليزية: Alun Evans)‏ (30 أبريل 1949 في المملكة المتحدة - ) هو لاعب كرة قدم بريطاني في مركز الهجوم. شارك مع منتخب إنجلترا تحت 21 سنة لكرة القدم. أما مع النوادي، فقد لعب مع أستون فيلا ونادي ليفربول ونادي والسول ووولفرهامبتون واندررز وFalcons 2000 SC ‏ ونادي جنوب ملبورن ولوس أنجلوس وولفز.

## وصلات خارجية
- ألون إيفانز على موقع قاعدة بيانات كرة القدم.إي يو (الإنجليزية)
- ألون إيفانز على موقع عالم كرة القدم.نت (الإنجليزية)